# Алы
А́лы (арм. Ալք) — в армянской и курдской мифологии злые духи, вредящие роженицам и новорождённым: они нападали на беременных женщин и похищали младенцев. Известны также в мифологиях многих народов Кавказа и Средней Азии под схожими именами.

## Особенности
В христианизированном мифе бог создал Ал женского пола в качестве подруги для Адама, но тот, будучи существом во плоти, не полюбил Ал, которая была огненной, и тогда бог создал Еву. С этих пор Алы враждебны к женщинам и их потомству.

## Описание
Согласно армянской народной традиции, алы имеют антропозооморфный облик, то есть наполовину люди, наполовину звери: они мохнаты, с огненными глазами, медными когтями, железными зубами. Бывают мужского и женского пола. Живут в горах, песчаниках, часто — в углах домов или хлевов, а их царь — в глубоком ущелье. Алы душат рожениц, поедают их мясо, особенно печень; причиняют вред ребёнку ещё в утробе матери; похищают новорождённых и уносят их к своему царю.
Ал не может прикасаться к железу. Если воткнуть в его одежду иглу, он надолго лишится силы, так как не сможет сам избавиться от иглы и никому не причинит зла. Чтобы защитить будущую мать от Ала, на ночь возле неё оставляли меч или нож.